# 銀魂でぃ〜えす・万事屋大騒動!
『銀魂でぃ〜えす・万事屋大騒動!』（ぎんたま よろずやだいそうどう）は、2006年9月21日、ニンテンドーDSで発売された、「銀魂的生活シミュレーション」を目的としたゲームである。
100万円の借金を返済するために万事屋メンバーが奮闘する物語。ストーリーを進めていけば真選組等の別キャラも操作できる。

## 操作可能キャラ
万事屋
坂田銀時・志村新八・神楽（・定春）
攘夷志士
桂小太郎（・エリザベス）
真選組
土方十四郎・沖田総悟
（）は1部イベントのみ